# 이소타 프라스키니
이소타 프라스키니(Isotta Fraschini)는 1900년에 설립된 이탈리아의 자동차 제조 회사이다. 회사에서 생산된 자동차는 미국에서 인기를 끌어 젝 뎀시, 루돌프 발렌티노 등의 유명한 사람들도 이소타 프라스키니 사의 자동차를 가지고 있었다.

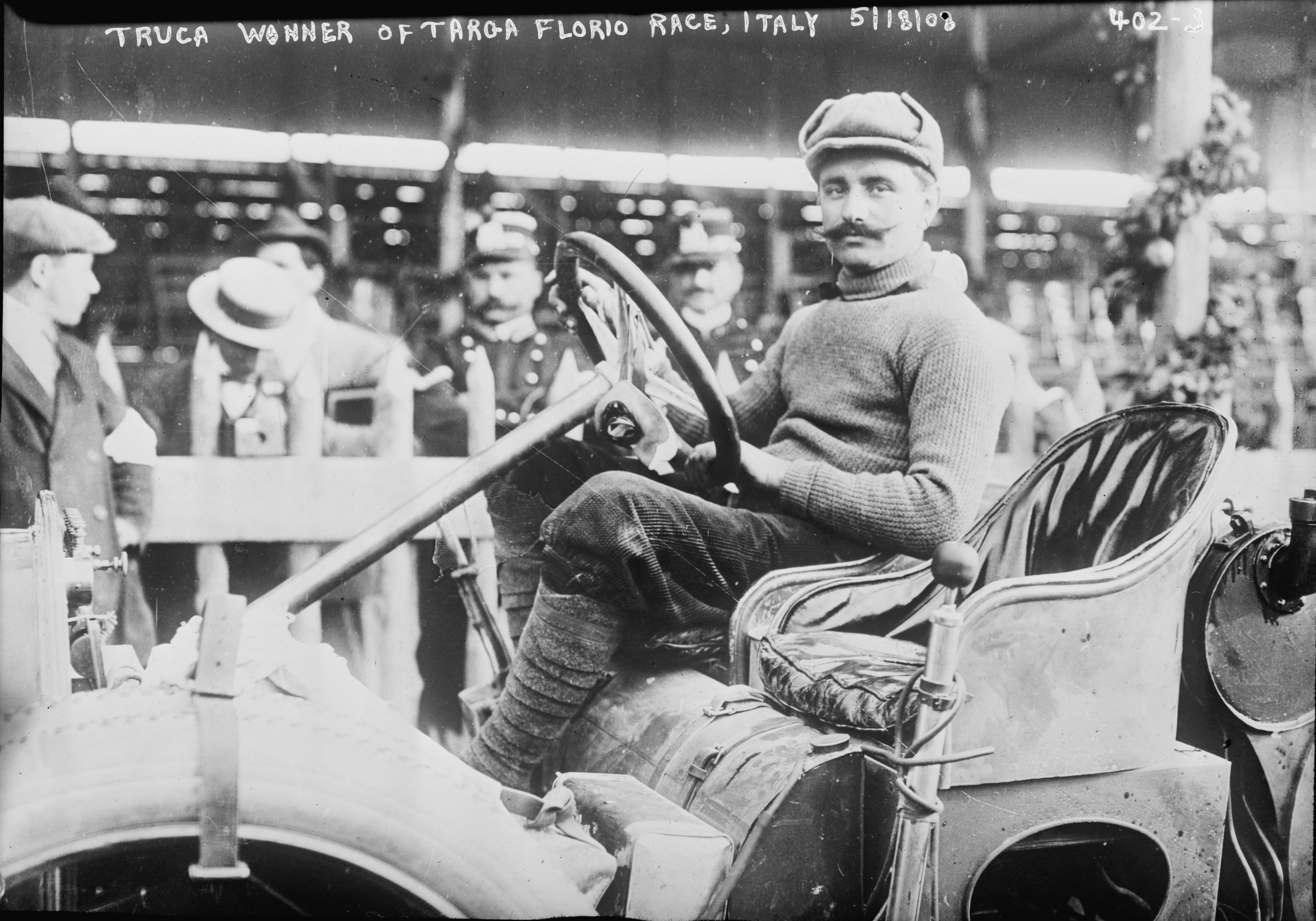
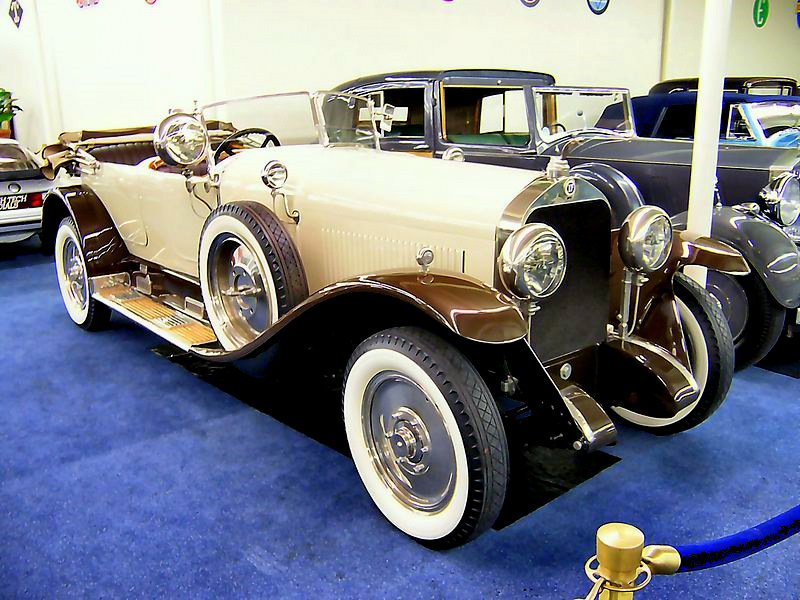
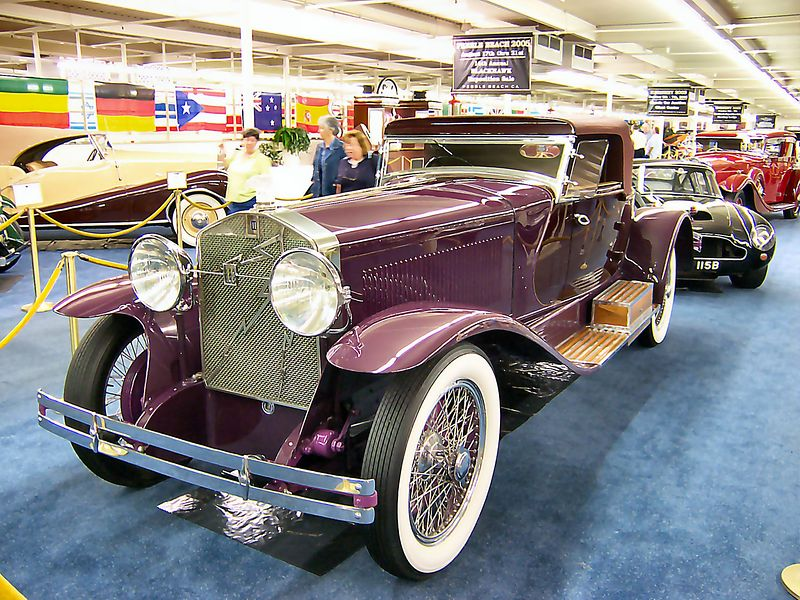